# Habscht
Habscht is een gemeente in het Luxemburgse Kanton Capellen. De gemeente heeft een oppervlak van 32,51 km² en 4426 inwoners. Het gemeentehuis bevindt zich de plaats Eischen.

## Geschiedenis
Op 1 januari 2018 zijn de gemeenten Hobscheid en Septfontaines met elkaar gefusioneerd. De nieuwe gemeente kreeg de naam Habscht, wat de Luxemburgse naam van Hobscheid is.

## Plaatsen in de gemeente
- Eischen
- Greisch
- Hobscheid
- Roodt-sur-Eisch
- Septfontaines

En de lieux-dits Gaichel, Kreuzerbuch, Simmerfarm en Simmerschmelz.

## Zie ook

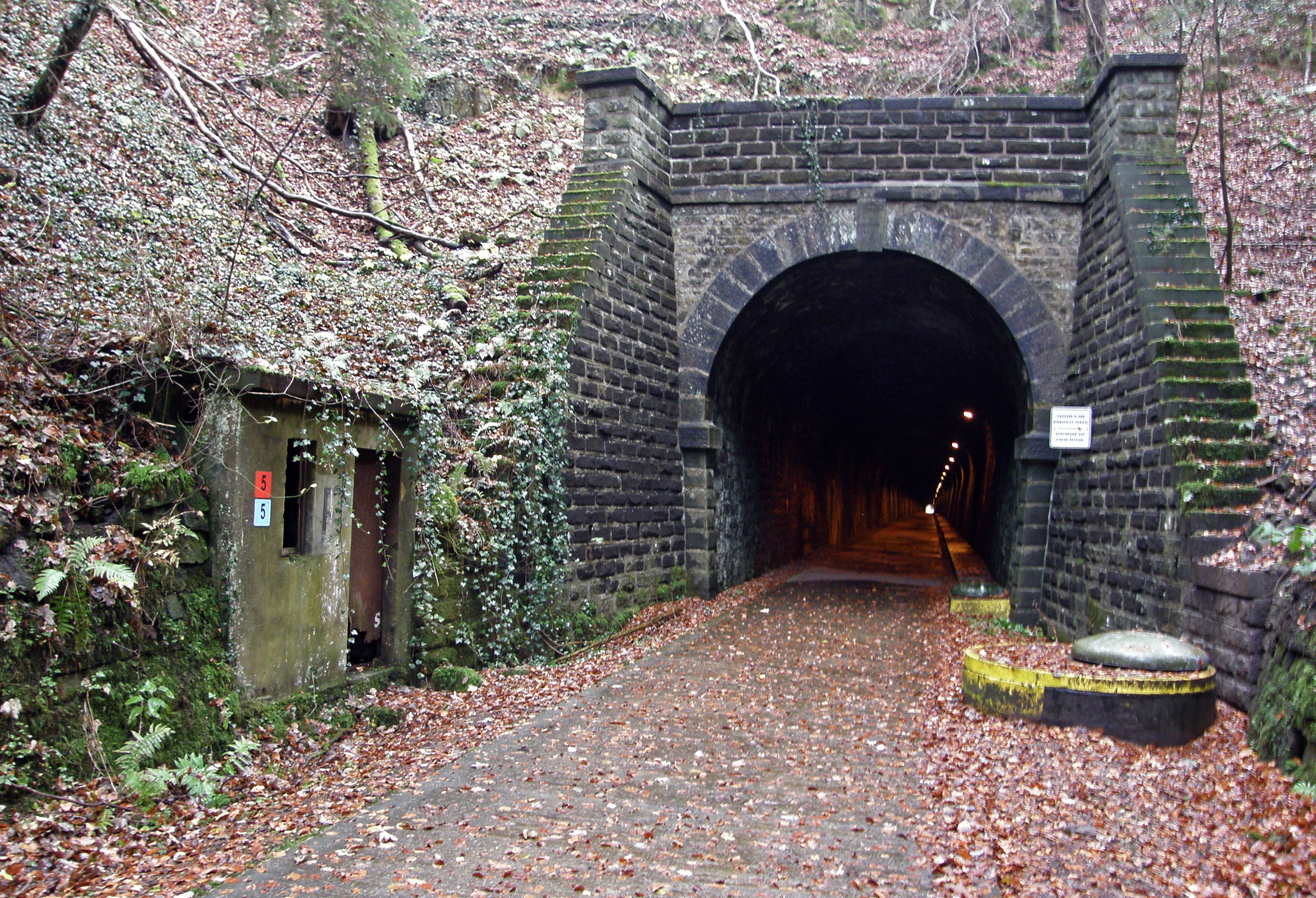